# Акт відновлення Української Держави
Акт відновлення Української Держави — проголошення 30 червня 1941 року Українськими Національними Зборами, з ініціативи Організації українських націоналістів революційної під проводом Степана Бандери, декларації про відновлення Української держави,— подія великого значення в історії українського народу й в історії українського націоналістичного руху новітнього часу.

| «Актом 30 червня 1941 р. український народ заманіфестував перед цілим світом і перед історією, що він бажає сам керувати своїм життям і що він готов боронити своє право на вільне життя у своїй власній, самостійній державі перед імперіялістичними зазіханнями кожного ворога і за кожних умов» [2]. |
| Проголошення відновлення української державности Актом 30 червня 1941 р. мало історичне значення. По-перше, це змусило нацистів ще на початку окупації частково виявити свої справжні колонізаційні плани щодо окупованих земель на Сході, що розвіяло у значної частини українських політиків ілюзії про визвольну місію гітлерівських армій. По-друге, проголошення, а потім відважне відстоювання незалежницької декларації дало ОУН(Б) морально-політичну перевагу для того, аби очолити національний рух опору. Актом 30 червня ще на початку війни було задекларовано бажання активної частини українського народу перетворити свою Батьківщину на суб’єкт міжнародної політики, а не лише на «мовчазне» поле бою чужих армій [3] |

## Повний текст проголошеного Акта

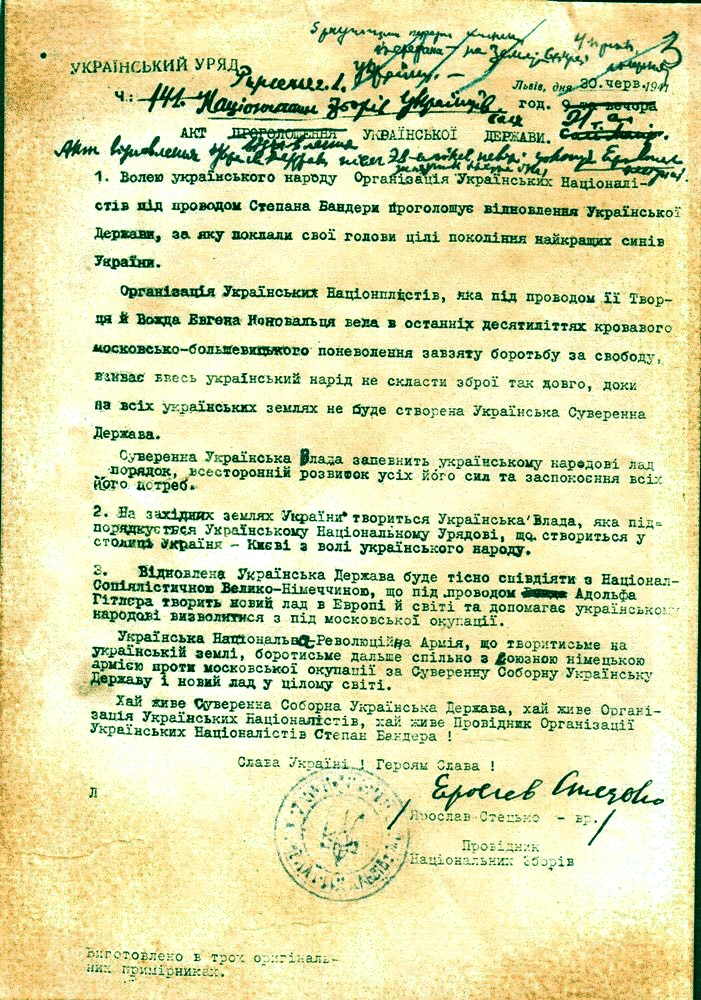
Примірник Акта відновлення Української Держави (з автографом Ярослава Стецька)

Акт відновлення Української Держави 30 червня 1941 р.

| м.Львів Український уряд Ч: 1/41 Львів, дня 30 черв[ня] 1941, год. 21-а РІШЕННЯ ч.1 Національних зборів українців Акт відновлення Української держави після 23 років неволі 1.Волею українського народу Організація Українських Націоналістів під проводом Степана Бандери проголошує відновлення Української Держави, за яку поклали свої голови цілі покоління найкращих синів України. Організація Українських Націоналістів, яка під проводом її Творця й Вождя Євгена Коновальця вела в останніх десятиліттях кривавого московсько-большевицького поневолення завзяту боротьбу за свободу, взиває весь український нарід не скласти зброї так довго, доки на всіх українських землях не буде створена Українська Суверенна Держава. Суверенна Українська Влада запевнить українському народові лад та порядок, всесторонній розвиток усіх його сил та заспокоєння всіх його потреб. 2.На західних землях України твориться Українська Влада, яка підпорядкується Українському Національному Урядові, що створиться у столиці України — Києві з волі українського народу. 3.Відновлена Українська Держава буде тісно співдіяти з Націонал-Соціялістичною Велико-Німеччиною, що під проводом Адольфа Гітлера творить новий лад в Європі й світі та допомагає українському народові визволитися з-під московської окупації. Українська Національна-Революційна Армія, що творитисьме на українській землі, боротисьме дальше спільно з союзною німецькою армією проти московської окупації за Суверенну Соборну Українську Державу і новий лад у цілому світі. Хай живе Суверенна Соборна Українська Держава,хай живе Організація Українських Націоналістів, хай живе Провідник Організації Українських Націоналістів Степан Бандера! Слава Україні! Героям Слава! [підпис] Ярослав Стецько – Провідник Національних зборів |

## Перебіг подій

### Передісторія
Україна та українські політичні сили напередодні Німецько-радянської війни опинилися у надзвичайно складному становищі. Воно обумовлювалося поділом українських етнічних земель між різними державами, неоднорідністю та незгуртованістю українських організацій у Європі, антиукраїнською політикою головних геополітичних гравців того часу,— Великої Британії, Франції, СРСР, Німеччини, Італії, що не передбачала можливості підтримки українців у намаганні відтворення Української Соборної Самостійної Держави,— та ворожою репресивною діяльністю щодо українців Угорщини, Польщі, російського керівництва Радянського Союзу, а також, пізніше, Німеччини.
На тлі підготовки до війни варто розглядати Україну в різних аспектах. В аспекті підготовки СРСР Й. Сталін проводив розгром України в 30-ті роки. В аспекті підготовки Німеччини — її керівництво підтримували український націоналістичний рух. Сподіваючися, що нацистсько-радянське зіткнення відкриє перед українським народом можливості боротьби за державне усамостійнення України ОУН співпрацювала з німцями. Англія і Франція поступалися Гітлерові на Заході сподіваючись, що він, врешті-решт, піде походом на Росію, щоб захопити окуповану нею Україну .

#### Загальна ситуація
За створеною у підсумку Першої світової війни версальською системою Україна була,— за підтримки Великої Британії, Франції та США,— розчетвертована. За наслідками революції в Російській імперії та Жовтневого перевороту українські землі, захоплені армією російських більшовиків, теж були розірвані на дві частини між УСРР та РСФРР.

Українські етнічні землі на початок 1939 року були поділені між Радянською Росією (767 тис. км², 42,2 млн. мешканців з яких до Української РСР належало 451,8 тис. км² із близько 26 млн. українців, що складали 80 % мешканців), Польщею (132,2 тис. км², 10,2 млн. мешканців із яких близько 6,5 млн., або 64 % були українцями), Румунією (17,7 тис. км², 1,4 млн. мешканців із яких 875 тис. або 63 % були українцями) та Чехо-Словаччиною (14,9 тис. км², 760 тис. мешканців із яких 560 тис. або 73 % були українцями).
Внаслідок подій 1939—1941 років ці землі були військовою силою перерозподілені між Німеччиною, СРСР, Угорщиною та Румунією.
Український самостійницький рух становив загрозу для цих держав. Усі вони, на певних етапах розвитку подій, що передували Другій світовій війні, розігрували у своїх інтересах «українську карту», не зважаючи на інтереси українців .
1939 року була проголошена незалежна українська держава на теренах Закарпаття — Карпатська Україна. Після проголошення автономії у складі Чехо-Словаччини (22 листопада 1938 року), Польщею та Угорщиною, за підтримки Німеччини та російської агентури, були вжиті заходи до її ліквідації, разом з ліквідацією Чехо-Словаччини у березні 1939 року. Райхсканцлер Німеччини А. Гітлер дозволив Угорщині анексувати Карпатську Україну і тим показав московському керівництву, що Німеччина не збирається розв’язувати українське питання. Вже 10 березня Й. Сталін у доповіді на XVIII з’їзді ВКП(б) відреагував на ці дії. 23 серпня Третій Райх і Радянський Союз підписали таємну угоду про поділ Східної Європи на «області державних інтересів» Німеччини та СРСР, якою, серед іншого, передбачався і поділ українських земель.
Українські організації у Європі,— під час європейської кризи в роки, що передували Другій світовій війні,— мали надію на сприятливий розвиток подій для відновлення самостійної української держави й провадили певну політичну діяльність, йдучи на взаємодію з урядовими колами та спецслужбами деяких європейських країн — Великої Британії, Польщі, Німеччини. Маючи перед собою одну стратегічну мету — створення незалежної соборної української держави — вони обирали різні шляхи її досягнення.
Українські політичні сили поділялися на два фронти: інтервенційний та революційно-визвольний.
Інтервенціоністи чекали, що збройна сутичка окупантів України з третьою силою автоматично створить ситуацію, за якої питання відновлення самостійної української держави стане на порядку денному і буде кимось вирішене. Отже, українцям варто очікувати на той сприятливий момент, яким можна буде скористатися.
Прибічники революційно-визвольної концепції вважали, що українцям в часи очікуваної сутички Німеччини й СРСР не варто займати очікувальну позицію, «чіпляючись до чийогось воза, чи плентаючись у хвості подій» з таких причин: по-перше, досвід визвольних змагань 1917—23 років переконливо показав, до чого доводить відсутність у провідної групи власної ясної ідеї і власної ініціативи та узалежнення української справи від того, до чого «змусять обставини»; по-друге, не було ні теоретичних, ні тим більше реальних підстав припускати, що внаслідок Другої світової війни повториться вигідна для відновлення української держави ситуація, яка була 1917 року; по-третє, не було найменших ознак того, що майбутній противник СРСР — гітлерівська Німеччина,— сама зініціює становлення української справи згідно з інтересами українського народу. До того ж, з принципових і престижних мотивів політичний провід мусив мати власні плани дій і сам створювати ситуацію, в якій Україна буде дієвою силою, а не слухняним знаряддям в чужих руках. І хоча революційно-визвольний шлях незрівняно важчий і вимагає багато жертв, але вся історія України вчила, що український народ може здобути незалежність тільки власною боротьбою.
Поділ українських сил на прихильників інтервенціонізму, тобто узалежнення української справи від планів інших держав, та на прибічників орієнтації на власні сили, не тільки поставив по один бік — Організацію Українських Націоналістів, а по другий — всі інші українські політичні угрупування, але, напередодні нацистсько-більшовицької війни, виявився основною органічною причиною роздвоєння ОУН в 1940 році.
У той же час українські кола, як у Німеччині, так і в інших країнах, усвідомлювали справжню мету націонал-соціалістичного керівництва Німеччини. Газета «Українське слово» у статті «Ганебний злочин проти України» зазначала:
| «…спекулятивна німецька політика й торги стосовно пригнобленого українського народу базуються на цинізмі, віроломстві, ницості, брехні й зловживанні довір’ям інших. Досвід Карпатської України повторився щодо українських районів Польщі у намаганнях продати їх якомога дорожче більшовикам. …продаж західноукраїнських земель, які вважаються Українським П'ємонтом й центром сподівань українців на незалежність, показав диявольський план Німеччини. <…>3аява Гітлера, що націонал-соціалісти — це «солдати німецького народу, а не захисники бідних пригноблених народів», а також заява Розенберга, в якій стверджується, що Німеччина хоче перш за все скористатися цими народами, свідчать про те, що німці і не думали про створення незалежної Української держави чи про такі абстрактні рішення, як самовизначення народів. Таким чином, Німеччина думала про українську територію, про українське вугілля й залізо, про український хліб, вона думала про Україну як про німецьку колонію, колонію, населену підданими, народом прислужників, який має працювати на народ «панів» (за висловом Гітлера), а не як про незалежну національну державу, що має свій керуючий клас, свої власні культурні кола і свій уряд. Однак хоча цей мерзенний злочин коштуватиме Україні море крові і сліз, надії Німеччини ніколи не будуть виправдані. Украінська нація житиме супереч диявольським планам Гітлера і Сталіна. <…> Украінська ідея є і залишається непереможною, її не знищать ні більшовики, ні німці.» [17] |
Ще до початку війни Провід Українських Націоналістів розіслав всім членам і референтам ПУН та Крайовим Провідникам тексти із «Майн Кампф», що стосувалися України, перекладені українською, з розлогим коментарем генерала Капустянського, «щоб відповідальна українська політична думка не піддавалася ілюзіям у ставці на Німеччину».
А. Гітлер був непослідовним у питаннях майбутнього України і не завжди розкривав свою позицію. Не було послідовним і його партійне оточення. Їх позицію після чехословацької кризи виклав посол Франції у Німеччині Робер Кулондр. 7 вересня 1939 року, обговорюючи можливість мирних переговорів з поляками, він зазначав як одну з передумов надання самостійності Західній Україні. 22 липня 1940 року на нараді з вищим командним складом Верхмату, говорячи про розчленування СРСР у випадку перемоги Німеччини, він згадав «українську державу». 

12 вересня 1939 року, на нараді у пересувній ставці А. Гітлера в Ільгенау (Сілезія), за участі Кайтеля, Йодля, Канаріса, Лагоузена і Ріббентропа, Кайтель говорив про три варіанти щодо долі Польської держави: !) поділ Польщі між Німеччиною і Радянським Союзом; 2) створення незалежної держави на решті території Польщі (варіант, що, за словами Кайтеля, подобався А. Гітлеру); 3) поділ Польщі між а) Литвою (район Вільнюса) і б) незалежною «галицькою і польською Україною». Останній варіант мав бути погоджений із керівництвом СРСР. Під час зустрічі після того А. Мельника із Канарісом у Відні, останній говорив про можливість самостійності Західної України. Полковник Лагоузен додав, що рішення ще немає, оскільки у цей час ішли перемовини між Молотовим і Ріббентропом. На 20 вересня керівництвом СРСР було прийняте рішення про відмову від того, щоб «допустити існування залишку Польщі», і про поділ Польщі, про що В. Молотов повідомив посла Німеччини
15 вересня Ріббентроп вимагав від посла Німеччини у Москві Ф. фон дер Шуленбурга вказати В. Молотову, що «Якщо не розпочнеться російська інтервенція, неминуче постане питання про те, чи не утвориться в районі, що лежить на схід від німецької зони впливу, політична пустка. <…> …без такої інтервенції Радянського уряду тут можливе утворення нових держав». Це був прозорий натяк на можливість створення української держави,— реалізацію ідеї, котру особливо підтримувало командування Вермахту. Після підписання у Москві Договору про дружбу та кордон між Третім Райхом та більшовицькою Росією Міністерство закордонних справ Німеччини офіційно виступило за припинення пропаганди з українського питання.
Після вторгнення Вермахту (1 вересня) і Червоної армії (17 вересня) до Польщі між зонами окупації була встановлена демаркаційна лінія відповідно до таємного додатку до Договору про ненапад між Третім Райхом і СРСР.
З частини Польщі, окупованої Червоною армією, німці очікували потік від 300 до 500 тисяч українських біженців. Не маючи можливості й не бажаючи приймати таку значну кількість біженців, А. Гітлер, відповідно до угоди з Й. Сталіним, вжив обмежувальних заходів.
Після підписання Пакту Молотова—Ріббентропа уряд Німеччини посилив контроль за емігрантами та їх пресою. Від 25 жовтня 1939 року гестапо створювало картотеку на всіх українських біженців з території, окупованої Червоною армією. Одночасно українським, донським козацьким, кавказьким і російським емігрантам було заборонено «усно чи письмово висловлювати своє вороже ставлення до Радянського Союзу». Діяльність емігрантських організацій на території Райху та окупованій німцями частині Польщі була практично заборонена. У Звіті, складеному Бюро зовнішньої політики НСДАП, зазначалося, що німецько-російське зближення викликало в українців почуття обурення, особливо у зв'язку із розчаруванням після подій у Карпатській Україні. Наведений у звіті аналіз свідчив про відсутність на той час у німецького уряду певного плану щодо українського питання, а також послідовної політики щодо українських політичних сил.
Декретом райхсканцлера від 12 жовтня 1939 року на окупованій Німеччиною території Польщі було створене Генеральне Губернаторство, до якого увійшло близько 16 тис. км² української етнічної території з населенням більше 500 тис. українців.
На окупованих Червоною армією українських землях були зліквідовані усі політичні партії, усі соціо-культурні й економічні товариства, усі допомогові установи, пресові установи, приватні школи, комерційні установи, а майно їх було частково пограбоване, а частково відійшло до державної власності. Заклади освіти, що залишилися, використовувалися як засоби радянізації та зросійщення. Розпочалися депортації населення та арешти політичною поліцією. Московський уряд здійснював анексію окупованої території, намагаючись зобразити включення захоплених земель до СРСР як «добровільне» входження.
В часи радянської окупації західно-українських земель 1939—1941 років також сильно постраждали підпільні осередки ОУН. До органів державної безпеки СРСР потрапили архіви польських поліцейських установ щодо мережі і кадрів націоналістів. У вересні 1939 року до Наркомату держбезпеки СРСР потрапили агентурні матеріали на 12.000 польських та українських «націоналістичних елементів», що провадили активну роботу в західних областях УРСР та БРСР від часу їх утворення й «до ліквідації польської держави». На червень 1941 року ці органи розшукували майже тисячу нелегалів ОУН.
До 30 тис. українців,— багато хто із членів ОУН, керівники і активні діячі партій та громадських організацій, щоб запобігти переслідуванню радянським режимом,— перейшли радянсько-німецьку демаркаційну лінію на захід.
28 червня — 3 липня 1940 року збройними силами СРСР була окупована значна територія Румунії (Північна Буковина, населена переважно українцями, та Бессарабія, теж зі значною часткою українського населення). Війська НКВС та органи держбезпеки СРСР, що вступили на окуповану територію відразу ж після Червоної армії, разом із направленими на цю територію більш ніж 5-ма тис. членів більшовицької партії, розгорнули проти місцевого населення масовий терор, як проти українців, так і проти представників інших національних груп. До початку Другої світової війни на цих землях було репресовано від 67 до 89,5 тис. осіб..
У протистоянні з радянською владою українські кола (як на еміграції так і на українських теренах) змушені були шукати підтримки у німецької націонал-соціалістичної держави — ворога свого головного ворога. Але їх заяви про солідарність з Третім Райхом не забезпечили, як виявилося трохи згодом, її підтримки. Одночасно ці заяви відштовхнули від українців Об'єднані Нації — силу, яка в Другій світовій війні була просто-таки приречена на перемогу. Комуністичне й великодержавно-шовіністичне керівництво Радянського Союзу скористалося можливістю представити своє протистояння з українськими націоналістами як невід'ємну частину війни з Німеччиною та її союзниками.
На II Великому Зборі у квітні 1941 року ОУН(Б) проголосила 
| «…союзниками України всі держави, політичні угруповання та сили, що заінтересовані в розвалі СССР та в створенні ні від кого незалежної Української суверенної соборної держави. Відношення ОУН до держав та політичних рухів перерішується їхнім протимосковським наставлениям, а не більшою чи меншою політичною співзвучністю з українським національним рухом» |.
1941 року, напередодні наступу Третього Райху на Радянський Союз до керівництва Райху і особисто райхсканцлера А. Гітлера звернулися керівники українських політичних сил: Провід Українських Націоналістів з Меморандумом про цілі українського націоналістичного руху (14 квітня); Українське Національне Об'єднання (3 червня, до Ріббентропа); Український Центральний Комітет з Меморандумом стосовно значення України для нового порядку в Європі (11 червня); Організація Українських Націоналістів під проводом Степана Бандери з Меморандумом (за 15 червня, переданий до Райхсканцелярії 23 червня). В усіх цих документах ставилося питання відновлення самостійної Української держави.
14 червня 1941 року 176 українських політичних та громадських діячів звернулися до українського народу з закликом об'єднання всіх патріотичних сил для відновлення Української держави: 
| «Великий, історичний час, в якому живемо, вимагає від нас залишити тепер на боці усякі непорозуміння і стати разом до служби тільки одній найбільшій справі — визволення українського народу і відновлення Української, суверенної, ні від кого незалежної соборної держави.» |.
Вище керівництво Німеччини не було ознайомлене з цими документами: Райхсканцелярія підтвердила факт одержання меморандумів й відправила їх до архіву. 28 червня 1941 р. А. Розенберг, що йому А. Гітлер доручив ведення політики Райху у Східній Європі, і шеф Абверу адмірал В. Канаріс дійшли згоди не «…вступати у переговори з будь-якими представниками народів східно-європейського простору» та «не визнавати жодних політичних груп серед емігрантів». ОУН не могла знати планів німців щодо організації влади на територіях СРСР, що вони їх не збиралися оприлюднювати.

#### Підготовчі дії ОУН(Б)
Найбільш підготовленою з усякого погляду до початку німецько-радянської війни, попри всі негаразди, що характеризували стан організованого українства на еміграції та у Західній Україні, виявилася саме ОУН під проводом Степана Бандери. Організація мала чітку і ясну програму дій, схвалену у квітні 1941 року Другим Великим Збором, здисципліновану й зорганізовану силу членства як за кордоном, так і в Західній Україні. Вимушені задля досягнення мети йти на пряме співробітництво з німцями, мовчки погоджуючись з роллю, яка їм відводилася німцями у поході на Схід, бандерівці водночас трималися найбільш незалежно, мали власну точку зору, вміло конспірували від німців свої плани конкретних дій. Енергійність і наполегливість С. Бандери і його прихильників у досягненні поставленої мети визнавали як їх політичні конкуренти з українського середовища, так і німці. Що бандерівці в стосунках з німецькими службами поводяться більш незалежно, ніж їхні опоненти, зазначала у своїх донесеннях і агентура НКДБ УРСР.
Певна частина керівництва Вермахту вважала плани Гітлера й націонал-соціалістичної партії — перетворити Європу на німецьку колонію і, заради цього, вести світову війну — божевільними. Вони вважали, що Німеччина мусить мати союзників, що можливо лише при щирому шануванні суверенних прав союзного народу, яким, в боротьбі з Москвою, вони вважали українців, і тому не заперечували права українського народу на державну самостійність. Від тих військових революційна ОУН отримувала досить докладну інформацію щодо дійсних планів гітлерівців стосовно України, які, за своєю суттю, були тотожними з планами російських більшовиків і, певною мірою, навіть жорстокішими.
Володимир Горбовий зазначав, що ОУН та інші українські діячі «… припускали, що Гітлер не допустить до створення нашої самостійної держави. Адже брався займати наші землі для створення там свого, а не нашого життєвого простору. Одначе це був німецький, а не український погляд на справу. Ми знали, що суспільно-політична зрілість нашого народу дійшла до вершин свого розвитку і що настала історична хвиля, яку ми повинні використати для свого народу.».
Провід революційної ОУН прийшов до висновку, що українському народові не залишається іншого, як тільки, не змінюючи свого безкомпромісно-ворожого ставлення до більшовицької Москви, виступити рішуче й відкрито проти німецьких нацистських планів замінити москалів німцями в колоніальному визиску України. ОУН(Б) усвідомлювала, що вона матиме підтримку українського народу проти німців лише тоді, коли ворожість німців до української справи стане для народу явною і очевидною. Єдиним виходом у цьому становищі було створити ситуацію, в якій Німеччина неспровоковано була би змушена виявити своє справжнє ставлення до української справи і свої дійсні плани щодо України.
Так виникла концепція проголошення Акта відновлення української держави вже в перші дні німецько-радянської війни.
У «Політичних постановах» Другого Великого Збору ОУН було вказано: «Організація українських націоналістів бореться за Українську суверенну соборну державу, за визволення поневолених Москвою народів Східньої Європи й Азії, за новий справедливий лад на руїнах московської імперії СРСР. Організація українських націоналістів продовжуватиме всіми силами революційну боротьбу за визволення українського народу без огляду на всі територіяльно-політичні зміни, які зайшли б на терені Східньої Європи».
На території Третього Райху діяла заборона політичної діяльності стосовно всіх ненімецьких організацій. Попри цю заборону обидва проводи ОУН провадили у Кракові підготовчу роботу зі створення майбутніх державних структур в Україні, не взаємодіючи один з одним. ОУН(Б) створила «Державну комісію ОУН» на чолі з Володимиром Горбовим, мельниківці — «Комісію державного планування». В цілому прихильне ставлення німецької окупаційної адміністрації, обумовлене планами використати кадри ОУН в органах місцевого самоврядування на окупованих Вермахтом територіях, дало змогу обом проводам ОУН розгорнути роботу щодо розбудови організаційних структур, та здійснити певні заходи військового вишколу членів організації.
У травні 1941 року були видані Політичні вказівки щодо боротьби і діяльності ОУН(Б) під час війни. Вони містили розділи: I. Діяльність ОУН до вибуху війни і в перших її початках; II. Збройний зрив; III. Вмарш чужих військ на Україну й українська державність; IV. Будова Української Держави; V. Відношення ОУН до іншої революційної і державотворчої ініціятиви; VI. Відношення ОУН до питання державної влади; VII. Політична організація.

Це була програма практичної державотворчої діяльності.
В «Напрямних…» проводу ОУН(Б) наголошувалось, що ОУН «використає війну з СРСР для розгортання боротьби за суверенну соборну українську державу, за прискорення її здобуття». ОУН зуміла підготувати до бою сильну підпільну армію, що намагалася відіграти значну роль в прийдешніх подіях. Зроблено було немало.
Дії ОУН(б) мали на меті «поставити німецькі власті перед доконаним фактом».
З початком бойових дій Вермахту проти Червоної армії похідні групи ОУН просувалися на територію СРСР услід за лінією фронту.

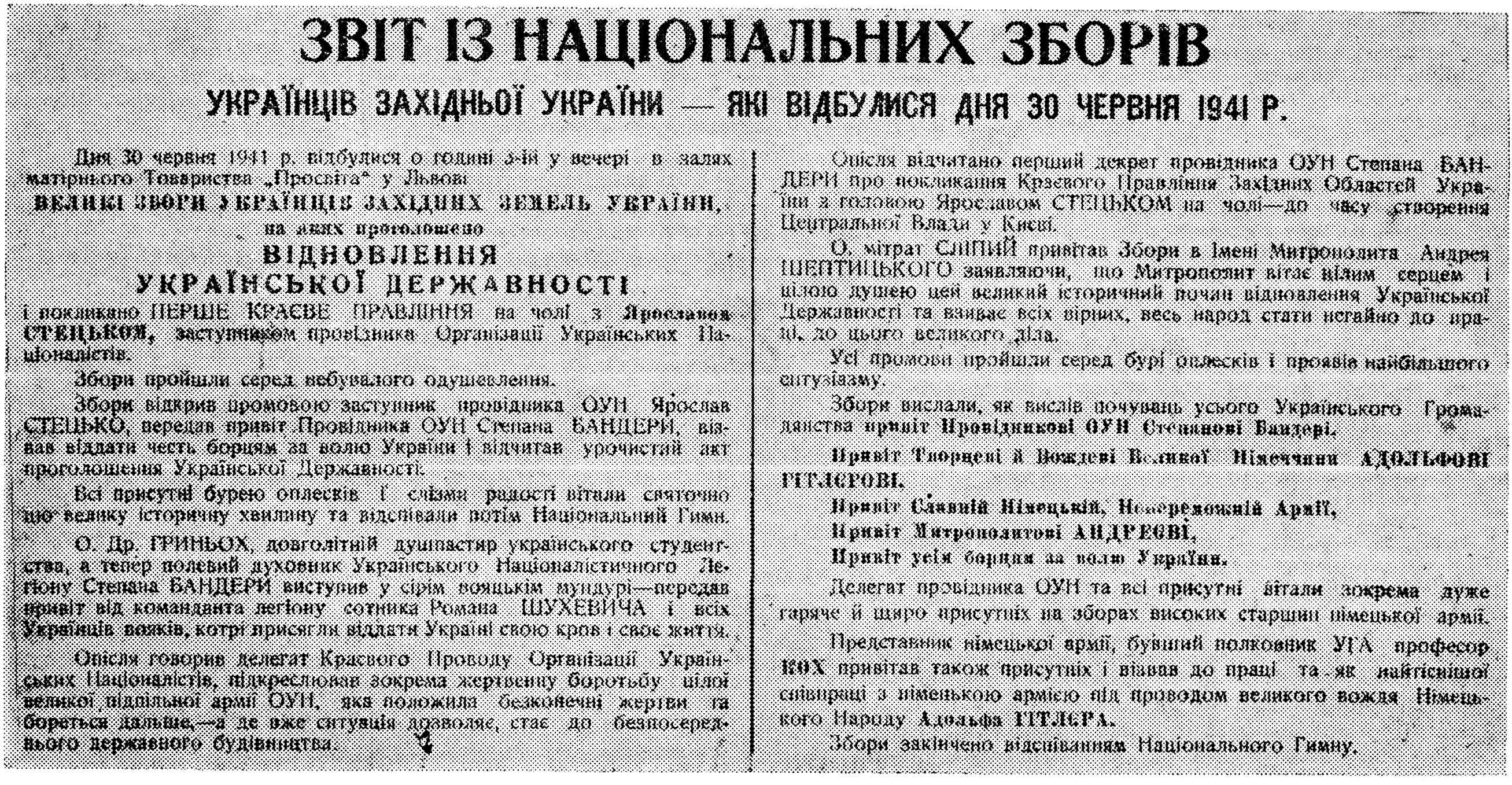
Звіт Національних зборів у Львові 30 червня 1941. «Зборівські вісті», 31 липня 1941 року

### Українські Національні Збори

#### Склад Зборів
На цій події були присутніми понад 100 чільних представників зі всієї України, а також представник митрополита УГКЦ А. Шептицького о. д-р Йосиф Сліпий.

#### Перебіг зборів
Збори створили уряд — Українське Державне Правління — на чолі з Ярославом Стецьком, дещо пізніше було організовано верховний державний орган — Українську Національну Раду, яку очолив колишній голова уряду ЗУНР Кость Левицький.

30 червня 1941 року. Львів'яни в очікуванні проголошення Акта

Акт відновлення Української Держави було проголошено з балкону будинку товариства «Просвіта» у Львові (Площа Ринок, 10). На башті Князівської гори було піднято національний прапор. Львівська радіостанція повідомила про Акт населення України і передала благословення митрополита Андрея Шептицького з цієї нагоди.
Акт 30 червня 1941 р., хоч і був несподіваний, засвідчив усьому світові і, зокрема, Німеччині, що український народ є законним господарем на своїй землі і буде її боронити власними грудьми перед кожним, хто намагатиметься потоптати волю України.
Варто зазначити, що «Актом» проголошено «відновлення», а не (первинне) «проголошення» Української держави, тобто формально було збережено традицію існування УНР і ЗУНР (теж в екзилі) від часів Визвольних Змагань 1917-21 рр. Теж слід звернути увагу й на те, що в «Акті» проголошуються союзницькі наміри з боку новопостаючої України («буде тісно співдіяти») щодо ВеликоНімеччини лише за важливої умови, що «… / Третій Рейх — С. П./ допомагає Українському Народові визволитися з-під московської окупації», тобто ніяк не можна говорити про безумовне підкорення ОУН і створеного нею Краєвого правління новому завойовнику.
Тим не менш, «Акт» одразу ж потягнув за собою й певні комплікації (ускладнення), насамперед, в стосунку до німців, котрі в основному зводяться до слідуючих /перелічення С. В. Павчака/ пунктів: 1. «Українська держава» голоситься на землях, уже завойованих німцями (зрошеній кров'ю німецького вояка, зокрема в м. Львові, уже захопленому вермахтом, в протилежність, наприклад, до Вашавського повстання 1944 р.); 2.Ще 21 червня 1941 р. у відповіді ген.-губернатора Франка (за посередництвом держсекретаря Й.Бюлєра) на просьбу в «Меморандумі УЦК» від 18.04.1941 р., де «українці прохають, щоб була визначена їх територія», відповідною німецькою стороною було недвозначно сказано, що таке рішення буде прийняте "щойно після закінчення війни " /див. В.Кубійович. «Українці в Генеральній Губернії», с.547-548); 3. Згадавши про творення «Української Влади» на «Західних Землях України», звідси не було виокремлено українські етнографічні землі в Генеральній Губернії, формально вже визначеної для поляків («Генеральна Губернія для польської окупації /(посідання)»), а отже, німці, визнавши «Акт», могли тут увійти в новий конфлікт з поляками…
Ці та ін. недолугості скороспішного «Акта» й призвели до постання українсько-німецьких непорозумінь часів ДСВ, що фатальним чином позначились як на їх можливій співпраці під час війни, так і повоєнній долі обох націй...
Звістку про відновлення Української держави понесли на Східну Україну понад 6 тисяч бандерівців, розділених на три похідні групи, які повсюду творили українську адміністрацію та осередки ОУН.[джерело?] Найбільший із них був на Дніпропетровщині (5000 осіб), Кіровоградщині (1100), а також в Донбасі і Криму.

### Склад Українського Державного Правління

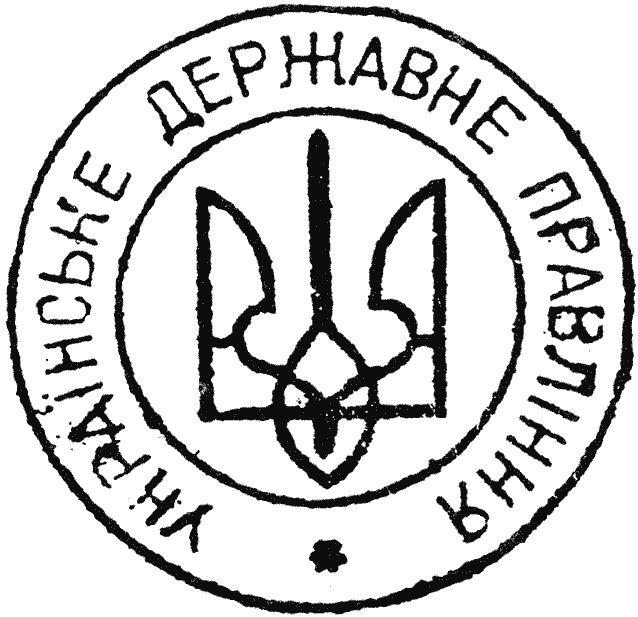
Печатка Українського Державного Правління

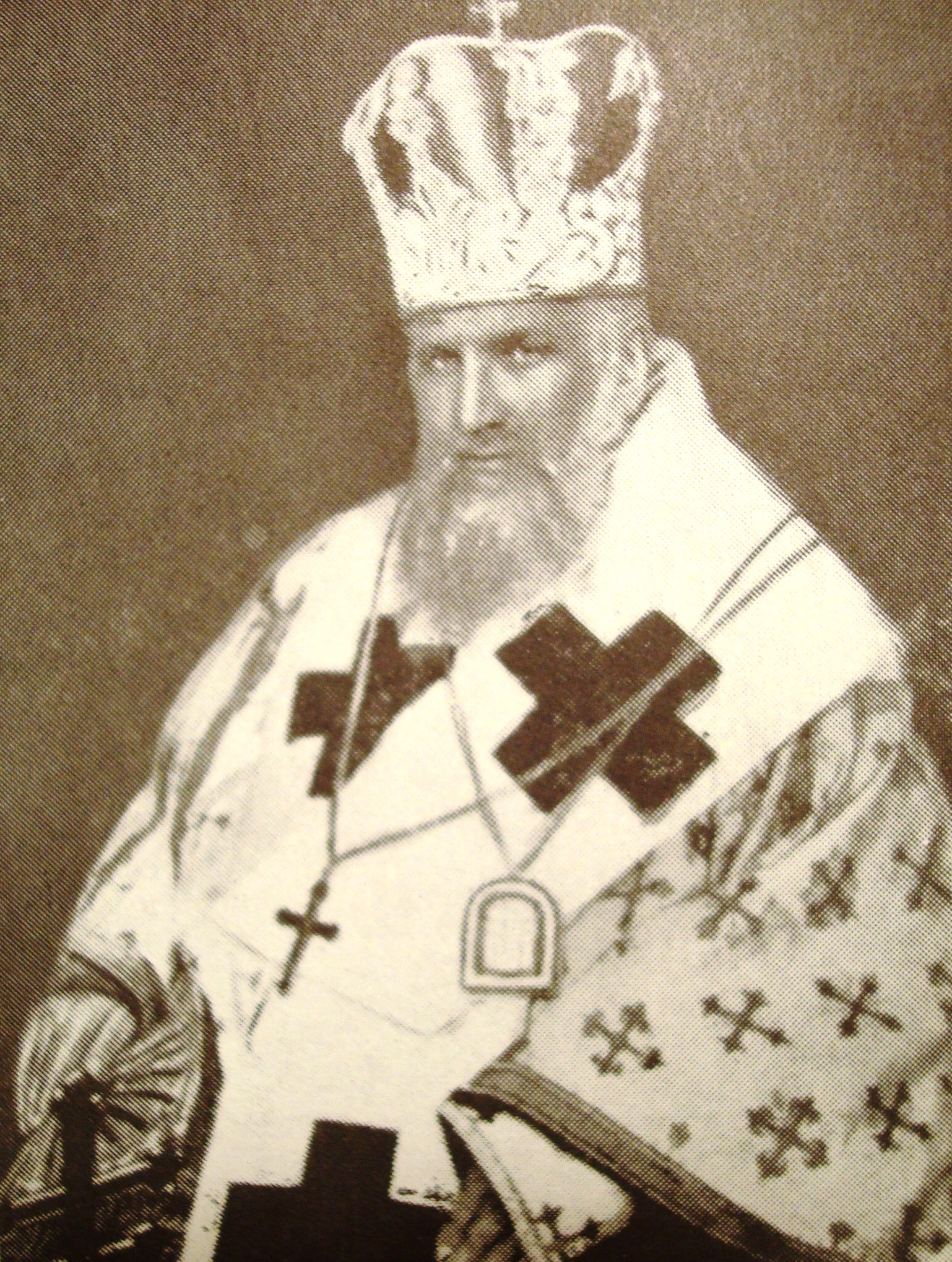
Митрополит Андрей Шептицький

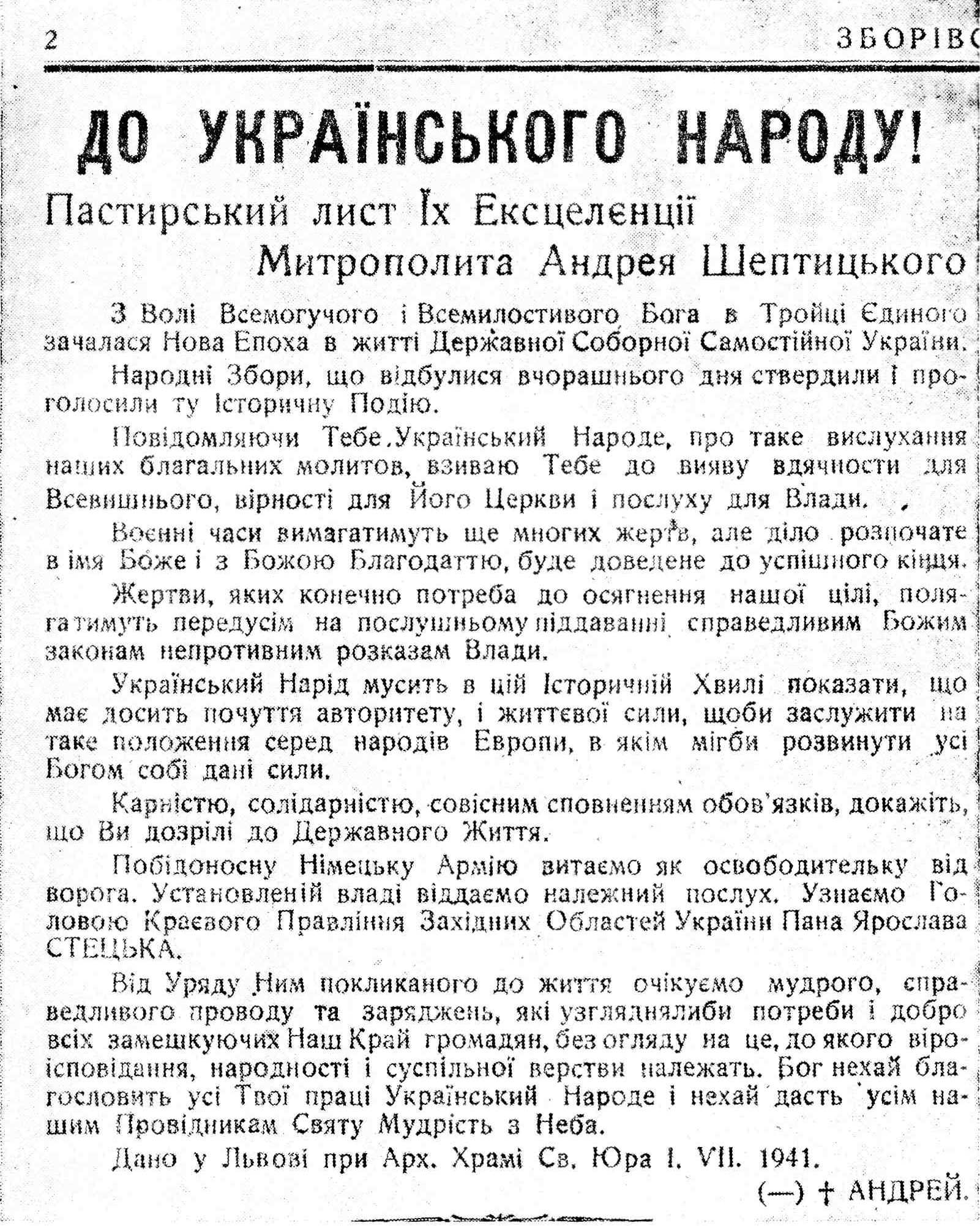
Пастирський лист Митрополита Андрея Шептицького, 1 липня 1941 року.

Українське Державне Правління було утворене Зборами 30 червня 1941 року.
5 липня 1941 р. Ярослав Стецько оголосив його персональний склад. 

До Державного правління увійшли:
- Ярослав Стецько— голова та керівник ресорту соціальних реформ
- д-р Мар'ян Панчишин — перший заступник голови і міністр здоров'я, заступники — д-р Роман Осінчук та д-р Олександр Барвінський
- Лев Ре́бет — другий заступник голови
- ген. Всеволод Пе́трів — міністр оборони, заступники — сотник Роман Шухе́вич та пор. Олекса Гасин
- д-р Володимир Лисий — міністр внутрішніх справ, заступник — д-р Кость Паньківський
- Микола Ле́бідь — міністр державної безпеки
- Володимир Стахів — міністр зовнішніх справ, заступник — д-р Олександр Марітчак
- Юліян Федусевич — міністр справедливості (судове міністерство), заступник — д-р Богдан Дзерович
- інж. Юліян Павликовський — міністр народного господарства, державні секретарі — Дмитро Яців та Роман Ільницький
- інж. Євген Храпливий — міністр сільського господарства
- інж. Ілярій Ольховий — міністр фінансів
- інж. Андрій Пясе́цький — міністр лісництва
- д-р Володимир Радзикевич — міністр освіти і віровизнання
- Олесь Гай-Головко — міністр інформації та пропаганди, державні секретарі — Осип Позичанюк, Ярослав Старух
- Іван Климів-Леґенда — міністр політичної координації
- Н. Мороз — міністр пошти і телеграфу
- д-р Михайло Росляк — начальник державної канцелярії

Офіційною тимчасовою резиденцією УДП визначено приміщення колишнього палати праці за адресою: м. Львів, пл. Смольки, буд. 4.

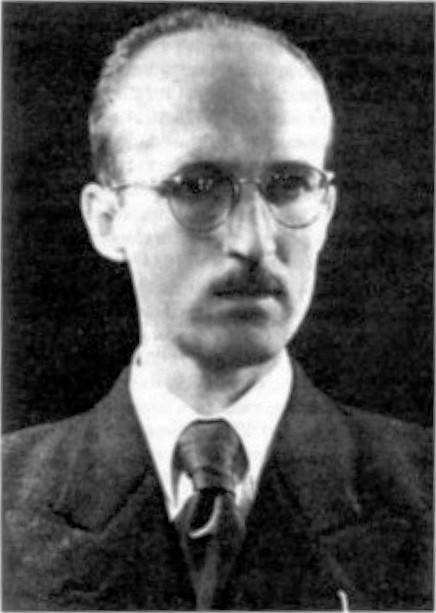
Ярослав Стецько
Лев Ребет
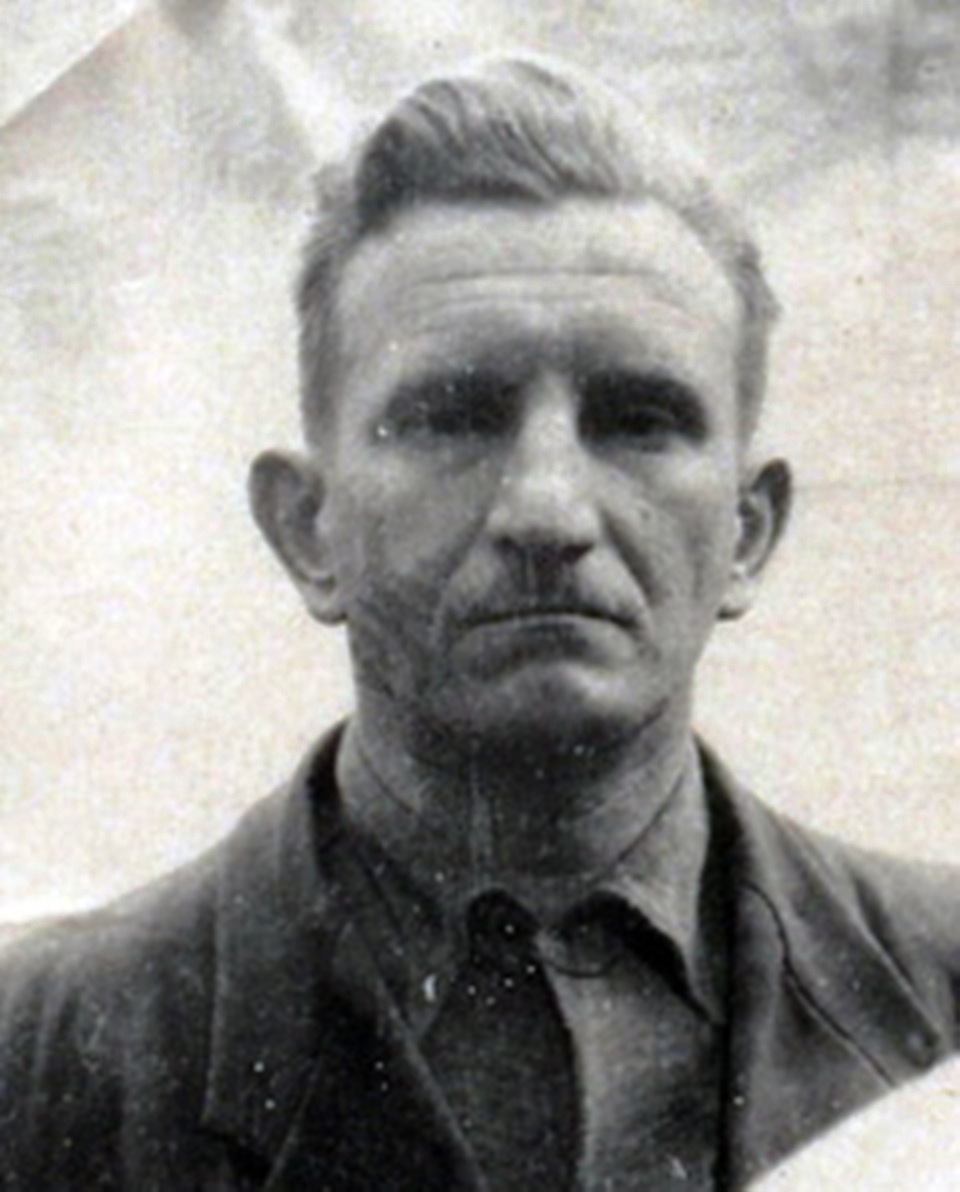
Роман Шухевич
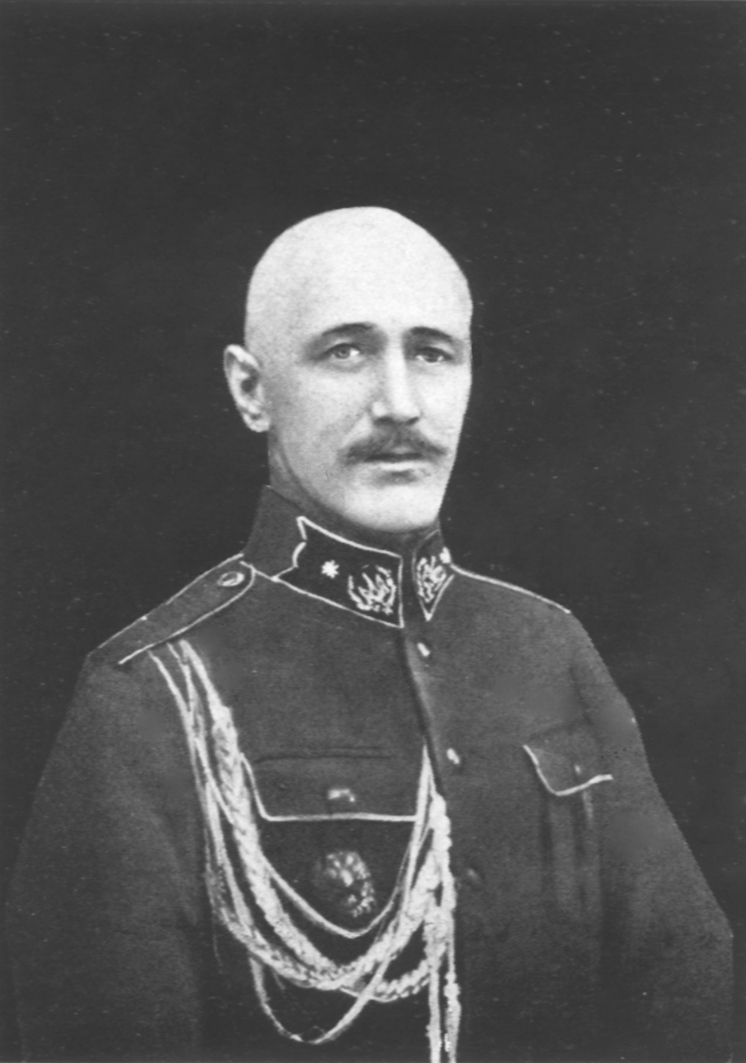
Всеволод Петрів
Микола Лебідь
Андрій П'ясецький
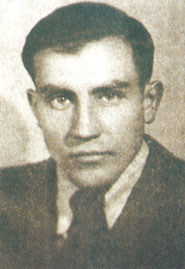
Іван Климів-Леґенда
Євген Храпливий
Олесь Гай-Головко
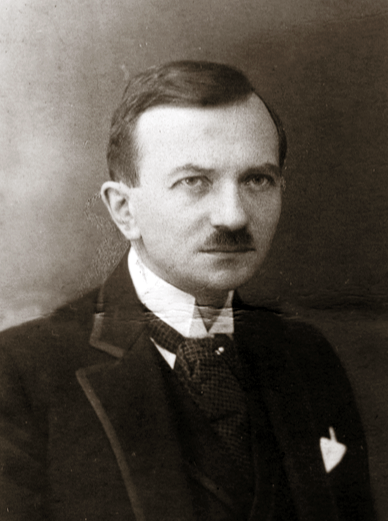
Юліян Павликовський
Володимир Радзикевич
Володимир Лисий

## Звернення Українських Церков

### Пастирський лист Їх Екселенції Митрополита Андрея Шептицького
До українського народу!
З волі Всемогучого й Всемилосердного Бога в Тройці Єдиного зачалася нова епоха в житті Державної Соборної Самостійної України. Народні Збори, що відбулися вчорашнього дня, ствердили й проголосили ту історичну подію. Повідомляючи Тебе Український Народе, про таке вислухання наших благальних молитов, взиваю Тебе до вияву вдячности для Всевишнього, вірности для Його Церкви і послуху для влади. Воєнні часи вимагатимуть ще многих жертв, але діло розпочате в ім'я Боже з Божою благодаттю, буде доведене до успішного кінця. Жертви, яких потреба конечно до осягнення нашої цілі, полягатимуть передусім на послушному підданні справедливим наказам влади, не противним Божим законам.
Український народ мусить у цій історичній хвилі показати, що має досить почуття авторитету й життєвої сили, щоби заслужити на таке положення серед народів Европи, в якім міг би розвинути усі Богом собі дані сили. Карністю, солідарністю, совісним сповненням обов'язків докажіть, що ви дорослі до державного життя. Установленій владі віддаємо належний послух. Узнаємо Головою Державного Правління України пана Ярослава Стецька. Від Уряду покликаного до життя очікуємо мудрого, справедливого проводу та зараджень, які узгляднили б потреби й добро всіх замешкуючих наш край громадян, без огляду на це, до якого віроісповідання, народности й суспільної верстви належать. Бог нехай благословить усі Твої праці, Український Народе, і нехай дасть усім нашим Провідникам Святу Мудрість з Неба.
Дано у Львові при Архикатедральному Храмі Св. Юра, І.УІІ.1941.
(—) † АНДРЕЙ

### Архипастирське послання Преосвященнішого Полікарпа, Єпископа Луцького (УАПЦ)

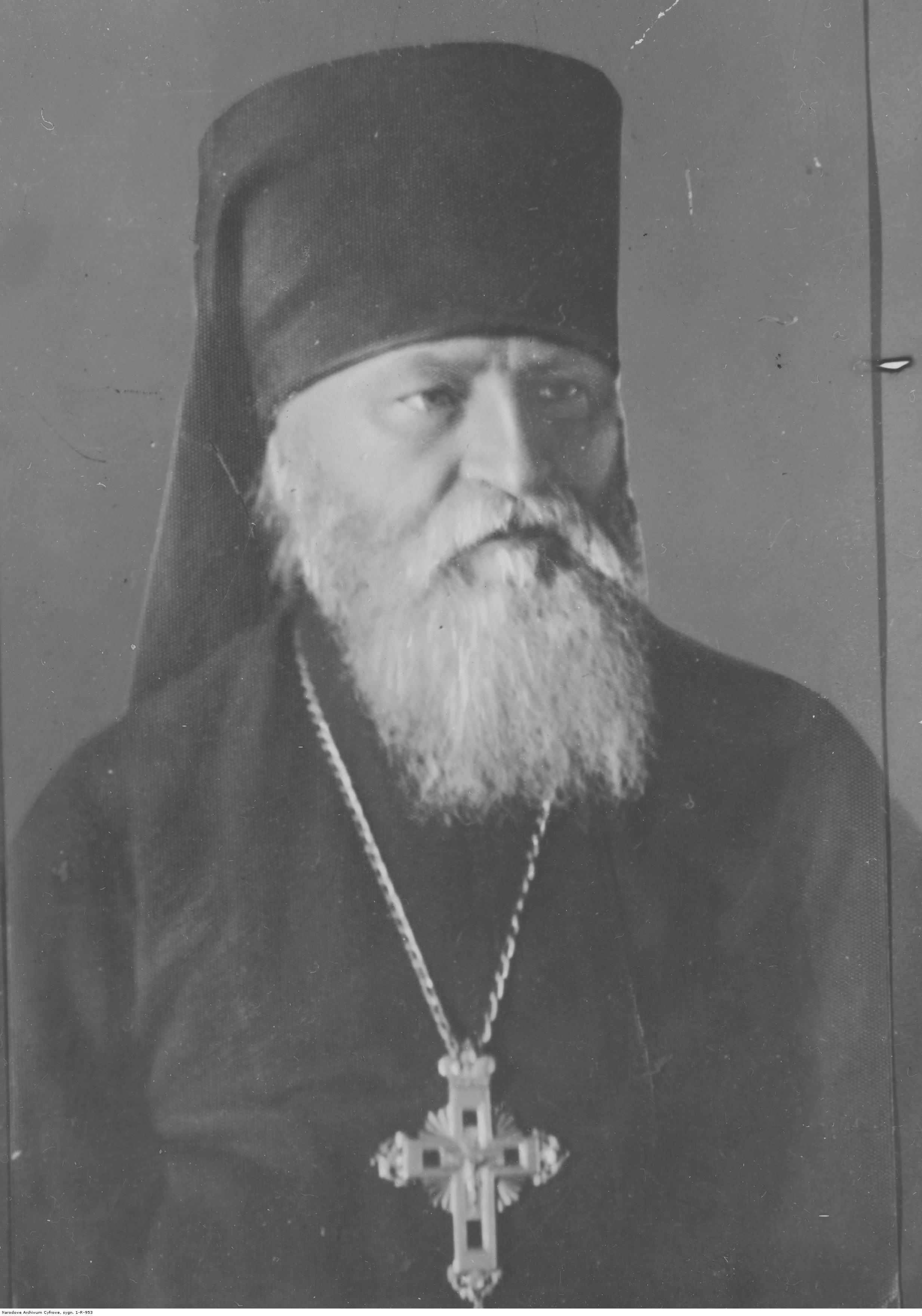
Єпископ Луцький Полікарп

До всіх українців, сущих на Волині!
Мир вам від Бога Отця нашого
і Господа Ісуса Христа!
Любі мої діти! Велике Боже милосердя і справедливість приблизилися до нас. Довгі роки терпів наш многострадальний нарід наруги і знущання над святою гідністю. В державі большевицького антихриста терор і жах дійшов до нечуваних досі розмірів, в порівнянні з якими бліднуть переслідування християн за часів римських імператорів Нерона і Діоклеціяна. Безбожники жахливо розправлялися з християнською вірою, мордуючи архипастирів, тисячами і сотками тисяч вірних християн, пастирів і проголошуючи закон зради й ненависти. Оце на наших очах справедливість Божа сповнилася: Один Бог, одна нація і спільна краща будучність. Сповнилась наша відвічна мрія. У городі князя Льва з радіовисильні несеться над нашими горами, нивами, ланами, над нашою так густо зрошеною кров'ю землею радісна вістка: проголошено Самостійну Українську Державу. Разом з українським народом радіє і наша многострадальна Церква. Відроджена у вільній українській державі — Українська вільна Православна Церква буде з народом одною нерозривною цілістю.
В цю велику хвилину звертаюсь до вас, любі діти, словами Св. Апостола Павла: «Благаю вас іменем Господа нашого Ісуса Христа, щоб те саме говорили ви всі і щоб не було між нами розділення, але щоб були з'єднані в одному розумінні і в одній думці». (Ап. Павло Корин. гол. 1, ст. 10). Любити Бога, любити батьківщину — це найбільша чеснота. Служба батьківщині — найбільший обов'язок. Нехай Господь милосердний допомагає Тобі, народе мій, і Тобі, Уряде наш, будувати Самостійну Українську Державу а моя молитва за вас перед Престолом Всевишнього буде за вами. В цей великий час всі українці мусять об'єднатись, всі мусять працювати спільно, бо в єдності сила і ту єдність мусимо показати на ділі. Не треба нам партій, не треба нам боротьби між собою. Всі мусимо об'єднатися при нашій Святій Православній Церкві, при нашому Урядові, при нашому Національному Проводі. Призиваю на весь Український Нарід і його державний уряд всемогуче Боже благословенство.
Дано в м. Луцьку на Волині, Року Божого 1941, місяця липня, 10 дня.
Полікарп, Єпископ Луцький.

## Позиція зацікавлених сторін щодо Акта

### Керівництво Третього Райху
Представник Німецької армії, колишній полковник УГА, професор Ганс Кох, який був запрошений на проголошення і присутній на ньому, за словами Ярослава Стецька, намагався перешкодити проголошенню Акта. Після проголошення Акта виступив з промовою, в якій висловився негативно до Акта проголошення державності. Він наголосив, що у плани німецької держави того часу не входило творення Української держави і Німеччина сподівається, що українська нація працею допоможе німцям у їхній боротьбі.
Проголосивши свій «Акт», ОУН сподівалась, що німці з цим змиряться. Проте спроба самочинного проголошення держави (на території, уже захопленій німецькими військами, отже, зрошеній кров'ю німецького вояка, в той же час як ОУН не змогла чи не захотіла організувати масштабне повстання в тилу радянців на Західній Україні) викликала незадоволення Гітлера.
3 липня 1941 року державний підсекретар Третього Райху Кундт на допиті членів Українського національного комітету та Степана Бандери, коментуючи проголошення «Акта відновлення Української Держави», зокрема зазначив:
|  | Оскільки тут йдеться про українські збройні сили, які пліч-о-пліч борються з німецькими солдатами. Я констатую, що українські збройні сили на даний час не воюють. Вже сам цей зворот засвідчує, що тут поширюється неправда. Тут також йде мова про те, що німецький Райх та німецький вермахт є їхні союзники. Це не так; єдина людина, котра веде боротьбу, — це фюрер, а українських союзників не існує. Цілком можливо, що українці особисто захоплені й відчувають себе нашими союзниками; однак в сенсі державно-правової термінології ми не союзники, ми — завойовники совєтсько-російської території. |

5 липня 1941 гестапівці заарештували С. Бандеру, Я. Стецька, а також близько 300 членів ОУН, з яких 15 було розстріляно (друга хвиля арештів настала з 15 вересня). Довідавшись про Акт проголошення самостійної України, Гітлер видав наказ негайно знищити рух Бандери:
Айнзацкомандо С/5 СБ і СД. — О. У. 25 листопада 1941. — Команда — Денний Наказ ч. 12432/41. Г. Р. С. До станиць: Київ, Дніпропетровськ, Миколаїв, Рівне, Житомир, Вінниця. Відносно: Організація Бандери.
«Стверджено поза всяким сумнівом, що організація Бандери приготовляє повстання в Райхскомісаріаті /України/ з метою встановлення самостійної української держави. Всі члени Організації Бандери мають бути негайно заарештовані і після строгих допитів зліквідовані в таємниці під претекстом грабежів».
Таємне! Звіт про події в Україні, ч.164. Осідок: Київ
«Захоплені друковані матеріали та зізнання заарештованих в міжчасі різних людей Бандери доказують ще раз, що є неможливим притягнути членів організації Бандери до якоїсь позитивної співпраці з німецькими чинниками. Залишається тільки вирішений шлях безпощадного винищення тієї організації».
Січень 1942 р., повідомлення ч. 9
«В липні 1941 р. у розповсюдженій відозві українського лейтенанта Леґенди був заклик організувати українську збройну силу. Для цього належить захоплену зброю совєтської армії не здавати німцям, але магазинувати для тієї заплянованої української армії. Згідно з цими дорученнями, ОУН діє до сьогодні».
Повідомлення ч. 10, 3.07.1942 р.
«У Києві захоплено летючку ОУН під проводом Степана Бандери з організаційними дорученнями. Там на вступі сказано: «Завдання, що стоїть перед українським народом: Створити самостійну національну державу. Без власної держави, уряду і війська немає вільного життя для українського народу!»
Повідомлення ч. 26, 23 жовтня 1942 р.
«Організація Бандери зайняла явно бойове становище проти Німеччини і змагає всіми засобами, включно зі збройною боротьбою, до відновлення самостійності України».
Цей документ згодом відіграв важливу роль на Нюрнберзькому процесі, і ОУН-УПА була визнана цілим цивілізованим світом як воююча сторона.
На ультиматум Гітлера — відкликати Акт проголошення Української Держави — провідник ОУН Степан Бандера, прем'єр уряду Ярослав Стецько і голова Українського Національного Комітету (УНК) Володимир Горбовий відповіли відмовою, потрапивши до концтабору Заксенгавзен.

### Керівництво СРСР
Український фактор постійно був присутній у пропаганді влади СРСР протягом передвоєнного періоду та усієї Другої світової війни.
Комуністична російська влада СРСР, яка прагнула контролювати переконання українського народу, бачила в українському націоналізмі свого найнебезпечнішого супротивника під час війни й у майбутньому. Органи влади вживали заходів як на території СРСР, так і на окупованих німцями українських землях, щоб посіяти сумнів, підірвати, розбити силу українського незалежницького руху, відірвати його від народу. Радянське керівництво вважало небезпечним, і образливим для себе, навіть частково ділити перемогу над німецькими загарбниками зі своїм найгіршим ворогом, українським націоналізмом.
Сталінське керівництво розуміло, що відновлення комуністичного режиму в Україні, незважаючи на ненависть місцевого населення до німців, буде ускладнене через ментальність українців, в основі якої лежить свободолюбний характер нації, який підтверджував широкий національно-визвольний рух, що розпочався з початком Другої світової війни. Вістрям своїм цей рух був спрямований проти радянської влади, чого не приховувало керівництво націоналістичних організацій різних спрямувань. Отже, події, що відбувалися, вимагали корекції ідеологічних засад боротьби з обох сторін.
З пропагандистською метою, для дискредитації націоналістичного українського руху на окупованих територіях СРСР, російськими комуністами був «винайдений» новий безглуздий термін «українсько-німецькі націоналісти». Пропаганда СРСР, як у його межах, так і для закордону, називала український патріотичний незалежницький рух «спільниками Гітлера», що хотіли «розірвати кровні братні зв'язки українського народу з російським, вирвати радянську Україну з сім'ї радянських народів, вкинути Україну в пельку Гітлерові», перетворити Україну на німецьку колонію.
Звернення органів влади СРСР «фальсифікували і перекручували факти, за допомогою яких влада прагнула переконати, що національно-визвольний рух інспірований нацистськими окупантами». Твердження, сформульовані у зверненнях влади СРСР постійно повторювались протягом місяців і років, під час мітингів, у пресі, у пропагандистських виданнях, і вони мали деякий успіх, не так серед українського населення, як серед росіян, серед членів комуністичної партії і в усіх прорадянських та проросійських колах за кордоном.
З початком Другої світової війни, для пропаганди на окупованих німцями, угорцями та румунами українських землях, керівництвом СРСР була створена нова газета «За Радянську Україну», перше число якої вийшло друком 31 липня 1941 року. Щодо українського руху на окупованих територіях у цій газеті використовувалась лексика-лайка: «зрадники українського народу — петлюрівці, ОУН-івці, гетьманці», «вірні пси Гітлера», «брехуни, шпигуни і підлі вбивці». Щодо Українського державного правління — « «український уряд» (купка підплачених суб'єктів, які маршують у таборі гітлеровської армії) не є незалежною владою » . У числі газети від 13 серпня знову згадувався «уряд «Соборної України» », а його члени були названі «хортами».
3 липня В. Молотов повідомив посла СРСР у Великій Британії Івана Майського про рішення керівництва СРСР:
- дозволити створення національних комітетів та національних військових частин Польщі, Чехословаччини на території СРСР та допомогти в їх озброєнні та обмундируванні;
- повідомити уряди у вигнанні, що знаходилися в Лондоні, що уряд СРСР стоїть «за створення незалежної польської держави в кордонах національної Польщі, включаючи деякі міста та області, що недавно відійшли до СРСР», а «також за відновлення чехословацької» держави [60].

### Командування Поліської Січі
Командувач Поліської Січі Боровець негативно поставився до цієї події, як і до інших спроб створити уряди, що конкурували з Урядом УНР в екзилі і виклав такі зауваження щодо Акта:
Які ж позитивні та негативні моменти «державного» акта Бандери?

1. Акт 30.6.41 року офіційно пригадав широкому світові, що в Україні нуртує воля до своєї суверенної державности.

2. Акт намагався ту волю скерувати в належно організоване русло.

3. Акт є історично-доказовим документом, навіки засвідчуючим, що Україна в 1941 році офіційно змагалася за свою суверенну державу.

Так, принаймні, пояснюють цей акт його автори. А тепер пригляньмося до його інших моментів:

1. Акт не був волевиявленням всього українського народу через репрезентативно-парляментарні органи. Він був наспіх проголошений кількома випадковими людьми. З таких причин це не є жоден акт національно-державної політики, а самозванча диверсія і явна отаманія.

2. Проголошувачі цього акту автоматично анулювали Четвертий Універсал Української Центральної Ради від 22.1.1918 року, яким була проголошена та затверджена суверенна Українська Народня Республіка.

3. Навіть зі становища авторів цей акт не може мати ані політично-дипломатичної, ані революційної законности, бо був проголошений за плечима чужої армії без згоди політичної влади та держави тієї армії. Цей акт мав би революційно-юридичну законність, якби він був проголошений не 30.6.41 р., а раніше і не за плечима німецької армії, а в підпіллі попереднього, совєтського, окупанта України. Німецька армія тоді застала б доконаний революційний факт, з яким, згідно з міжнародніми законами, повинна б рахуватись і його респектувати.

4. Проголошення цього акту внесло юридично-державний дуалізм в українську національну політику. Така затія є доказом нерозуміння політичних законів авторами акту, чим компромітується державна традиція української нації перед широким світом.

5. Починаючи від 22.1.1918 р. ніхто не має потреби проголошувати українську суверенну державу, бо це Україна вже раз зробила і легітимний уряд тієї держави не припинив своєї політичної діяльности, як екзильний уряд окупованої ворогом країни. Може бути мова тільки про відновлення тієї держави.

6. Акт викликав певну дезорієнтацію та анархію серед народніх мас. Якщо це був революційний акт проти волі Німеччини, то чому там грубилося офіційно: «слава німецькому фюрерові», а коли за згодою німців, то чому автори акту не договорилися з німецьким урядом, щоб він той акт шанував?

7. Редакція самого акту неграмотна. Жодний акт будь-якої суверенної держави ніколи не має права бути інструментом вихваляння іншої чужої держави. Крім того, цей акт навіть не окреслює, якою має бути та держава: республіка, монархія, авторитарна диктатура, чи що інше.

8. Акти про відновлення держав та дії їх суверенної влади можуть бути практиковані тільки тоді, коли це робить або екзильний уряд на чужій території, куди ворог не має доступу, або на своїй території, тільки в такий час, коли політична та воєнна ситуація гарантує, що піднесений прапор найбільшої національної святині, якою є державність, не буде відразу будь-ким спрофанований. Таких передумов, навіть на кілька коротких днів Степан Бандера, проголошуючи свою «державу» під німецькою окупацією, не мав.

9. Акт без жодної підстави був коментований у світовій публіцистиці, як акт держави-сателіта під владою держав осі. По суті такий факт не відповідав дійсності, бо Україна ні де юре, ні де факто не була сателітом держав осі, а тільки окупованою територією під німецькою, румунською та мадярською адміністрацією.

10. Що в Україні не завмерла ідея відновлення своєї суверенної держави, свідчить постійна революційна боротьба з великими жертвами крови, а не «оперетковими державними актами» типу акту С. Бандери від 30.6.1941 р.

11. В часі Другої світової війни не було місця навіть для сателітної української держави, не говорячи вже про соборну українську державу та її суверенну владу. Це повинні були розуміти автори акту, як кандидати на державних мужів.

12. Національна революція, її політика та збройні змагання — це не дитяча забава в державу та війну, а поважна справа, за яку ціла нація платить величезну дань кров'ю та духовими й матеріяльними скарбами.

### Проголошення української державності на Буковині 30 червня 1941 року
"Всупереч поширеній думці, що проголошення "Акта відновлення української державності" було поодиноким фактом та обмежувалося подіями 30 червня 1941 року у Львові, насправді проголошення Самостійності далі відбувалося містами і селами по усій Галичині. Також подібні події мали місце і на Буковині. В багатьох райцентрах та селах після відходу радянських військ відбулися  організовані місцевими осередками ОУН масові зібрання людей, на яких обрали українську владу та вивісили синьо-жовті прапори", — зазначають дослідники, спираючись на віднайдені у 2021 році архівні документи із фонду Чернівецького обласного архіву. "Згідно матеріалів румунського інспекторату поліції 30 червня 1941 року одним із керівників крайового проводу ОУН Мирославом Кіндзірським на Буковині було проголошено Незалежність"..

## Оцінки події

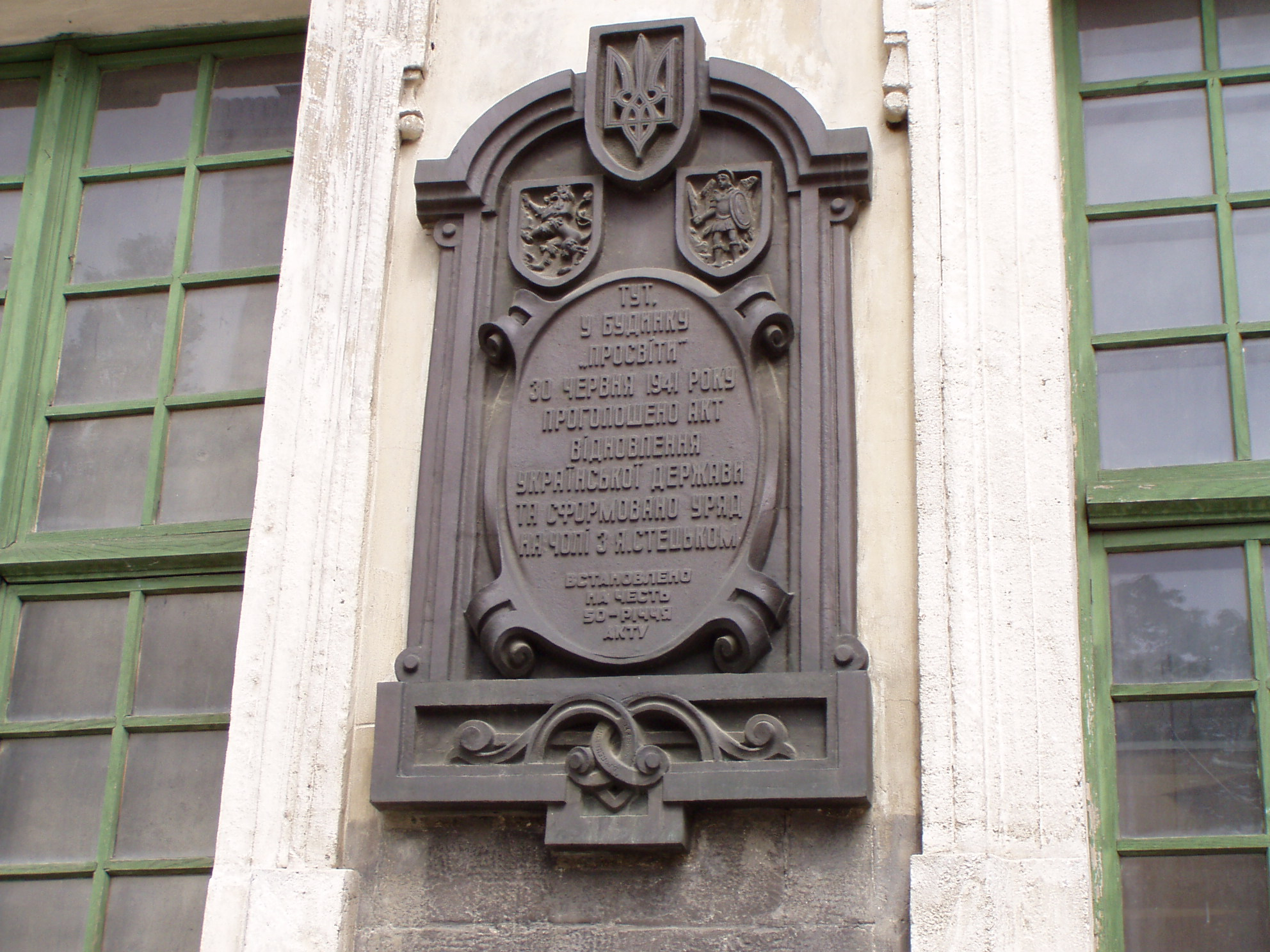
Пам'ятна дошка на честь 50-річчя прийняття Акта.

Серед свідків події та її сучасників були представники різних поглядів, як на діячів, що брали участь в організації та проголошенні Акта, так і на ідеологію української державності. 
| Амплітуда оцінок Акту 30 червня 1941 року – від панегіричних до погромницьких – змушує до подолання усталених стереотипів, спекуляцій та пересмикувань ворожих один одному таборів.[63] |

### Свідками та сучасниками
Лояльні ідеям української незалежності українські націоналісти сприйняли це як хитку надію на відновлення України, що згодом (за сприятливих обставин) може призвести до справжньої незалежності, натомість мельниківці опонували Акту: «Рафіновано-сплетена провокація Москви не вдалася. Бандеріяда дістала в самому Львові по лобі.» Проголошення акта було повною несподіванкою для німців, але у дію одразу ж був запущений весь механізм нацистської машини для нейтралізації зухвальства Бандери та ОУН.

### Дослідниками історії
Історики розходяться в поглядах на це питання. Проросійські історики сприймають це як колабораціонізм, проукраїнські як спробу створити українську державу хоч б без більшовиків, з подальшою неминучою боротьбою проти більшовиків та нацистів за повну незалежність.

### Правова оцінка
З метою вивчення питань, пов'язаних з діяльністю ОУН—УПА, і підготовки історично та юридично обґрунтованих висновків щодо її діяльності була створена Урядова комісію з вивчення діяльності ОУН-УПА. Деякі результати діяльності комісії були опубліковані.
Бандерівці передбачали, що їм будуть робити закиди в нелегітимності Акта відновлення державної незалежності. Намагаючись забезпечити максимальну легітимність діям похідної групи Ярослава Стецька, на яку покладалося завдання проголосити відновлення самостійності у Львові, керівництво ОУН(Б) домоглося створення Українського національного комітету У Кракові. Останній об'єднав представників більшості емігрантських організацій і своєю декларацією від 14 червня 1941 р. фактично «благословив» людей із групи Я. Стецька на проголошення Акта.

## Створення місцевих органів української влади
На підставі прийнятого Акта відновлення Української Держави, у міру просування лінії фронту Німецько-радянської війни з ініціативи організацій ОУН на місцях створювалися органи української влади. Це викликало негативну реакцію як німецької так і радянської (російської) влади. Московська влада використовувала такі факти у своїй пропаганді як приклади «співпраці українських націоналістів з німцями».
ОУН за короткий час вдалося закласти майже у всіх східних областях, включаючи пізніше й Донбас, свої осередки. Деякі члени «похідних» груп дісталися у жовтні 1941 року до Криму, де створили у Сімферополі «Український національний комітет», що мав стати організатором «українського життя» на півострові. Однак усі ці клітини ОУН виявилися переважно нетривкими в організаційному відношенні й недостатньо зцементованими ідейно. Частину з них викрили і ліквідували німці, а у 1943—1945 роках розконспірували й ліквідували органи НКВС—НКДБ, серед них і дві найбільші організації ОУН — київську і дніпропетровську.

## Див.також
- Українська держава (1941)
- Український визвольний рух
- Українська Національна Рада